# Барута
Барута — деревня в Новоржевском районе Псковской области России. Входит в состав Новоржевской волости.
Расположена в 18 км к востоку от города Новоржев.

## Население
| 2001 | 2002 | 2010 |
| ---- | ---- | ---- |
| 183  | ↘181 | ↘149 |

Численность населения деревни по состоянию на конец 2000 года составляла 183 жителя.

## История
С 1995 до 2015 года деревня была административным центром ныне упразднённой Барутской волости.

## Достопримечательности
В деревне Барута находится Церковь Покрова Пресвятой Богородицы, построенная в 1762 году, входит в перечень объектов исторического и культурного наследия общероссийского значения.